# 1734 у літературі

## Події
- Засновано Бібліотеку Геттінгенського університету.

## Твори

### П'єси
- «Велізарій» (італ. Il Belisario) — трагікомедія Карло Гольдоні.
- «Дон-Кіхот в Англії» (англ. Don Quixote in England) — комедія Генрі Філдінга.

## Народились
- 25 липня — Уеда Акінарі, японський письменник, науковець, автор поем у стилі вака, один з провідних представників японської літератури XVIII століття.

## Померли
- Травень — Річард Кантільйон, ірландський економіст, автор «Essai sur la Nature du Commerce en Général» («Есеї про природу торгівлі взагалі»).